# Ladies World Masters 1999
Die 1. Ladies World Masters 1999 war ein Vorläuferturnier zur Damen-WM in der Karambolagedisziplin Dreiband  und fand vom 10. bis 12. Juni in Heemstede, Niederlande statt.

## Geschichte
Die Ausrichtung von World Challenge Turnieren und Weltmeisterschaften bei den Junioren wirkte sich auch positiv auf das Damenbillard aus. In den Niederlanden, Belgien, Deutschland und Spanien wurde die sogenannte „Ladies Tour“ eingerichtet und die Niederlande hatten ein professionell geführtes Damen-Team in der allgemeinen Liga. Ein erster Impuls in Richtung Dreiband-WM für Damen war die „Ladies World Masters“, gefolgt vom „World Challenge Cup Ladies“ 2002, bevor 2004 die erste von der Union Mondiale de Billard (UMB) ausgelobte offizielle Damen-Weltmeisterschaft stattfand. Bei den Vorläuferturnieren wurde auf eine feste Punktedistanz gespielt, die dann bei den Weltmeisterschaften zugunsten eines Sytzsystems zunächst aufgegeben wurde.
Da es sich noch nicht um ein Ranglistenturnier, sondern um ein Einladungsturnier handelte, wurde ein Antrittsgeld von 500 Hfl/NLG (1 NLG = 0,45 €; ca. 225 €). Die Siegerin erhielt 4.000 NLG und für jeden Rekord gab es je 1.000 NLG. Die Drittplatzierte erhielt 1.500 NLG. Insgesamt haben die Veranstalter ca. 100.000 NLG für das Turnier aufgebracht. Nach deren Aussage soll das Preisgeld sich in den folgenden drei Jahren verdoppeln. Außerdem sollen die nationalen Verbände stärker in die Organisation eingebunden werden, damit man letztendlich von einem Einladungsturnier hin zu einem „richtigen“ Weltmeisterschaftsturnier findet.
Die Japanerin Orie Hida war zu der Zeit schon in ihrem Heimatland ein Dreibandprofi, ihr rechnete man hohe Gewinnchancen aus. Sie ist die Tochter von Kazumi Hida, ebenfalls eine professionelle Dreibandspielerin und Japanische Meisterin. Auch der US-Amerikanerin Jennifer Shim und der Deutschtürkin Gülşen Degener rechnete man gute Chancen auf die Finalrunde aus, beide enttäuschten jedoch und schieden mit je nur einem Sieg schon in der Gruppenphase aus. Die beiden Gruppenersten Hida und Gerrie Geelen aus den Niederlanden waren die einzigen, die einen Einzeldurchschnitt (ED) von 1+ im Turnier schafften, die Japanerin sogar mit 1,785 einen Schnitt, der den Durchschnitten in der Männerwelt in nichts nachstand. Beide standen sich dann auch im Finale gegenüber, das Hida mit 30:23 für sich entscheiden konnte. Sie war damit die erste „Vorweltmeisterin“ im Dreiband.

## Modus
Gespielt wurde in der Vorrunde in zwei Gruppen zu je vier Spielerinnen im Round-Robin-Modus auf 25 Punkte ohne Aufnahmebegrenzung. Die beiden Gruppenersten zogen ins Halbfinale ein, wo im K.-o.-System auf 30 Punkte gespielt wurde.

## Teilnehmer
Das Teilnehmerfeld setzte sich wie folgt zusammen:
- Orie Hida
- Gerrie Geelen
- Maggy Bley
- Natascha al-Mamar
- Jennifer Shim († 2015; nach ihr ist die Jennifer Shim International Open benannt worden)
- Susanne Stengel
- Gülşen Degener
- Simone Klaasse-Bos

## Gruppenphase
| Spiel            | Name               | MP | Pkt. | Aufn. | ED    | HS |
| ---------------- | ------------------ | -- | ---- | ----- | ----- | -- |
| 1                | Orie Hida          | 2  | 25   | 19    | 1,316 | 4  |
| 1                | Natascha al-Mamar  | 0  | 0    | 19    | 0,000 | 0  |
| 2                | Gülşen Degener     | 2  | 25   | 61    | 0,409 | 3  |
| 2                | Simone Klaasse-Bos | 0  | 13   | 61    | 0,213 | 2  |
| 3                | Natascha al-Mamar  | 2  | 25   | 58    | 0,431 | 4  |
| 3                | Simone Klaasse-Bos | 0  | 18   | 58    | 0,310 | 4  |
| 4                | Orie Hida          | 2  | 25   | 24    | 1,041 | 4  |
| 4                | Gülşen Degener     | 0  | 12   | 24    | 0,500 | 3  |
| 5                | Natascha al-Mamar  | 2  | 25   | 58    | 0,431 | 3  |
| 5                | Gülşen Degener     | 0  | 22   | 58    | 0,379 | 4  |
| 6                | Orie Hida          | 2  | 25   | 14    | 1,785 | 6  |
| 6                | Simone Klaasse-Bos | 0  | 6    | 14    | 0,428 | 2  |
| Gruppenabschluss |                    |    |      |       |       |    |
| Platz            | Name               | MP | Pkt. | Aufn. | GD    | HS |
| 1                | Orie Hida          | 6  | 75   | 57    | 1,315 | 6  |
| 2                | Natascha al-Mamar  | 4  | 50   | 135   | 0,370 | 4  |
| 3                | Gülşen Degener     | 2  | 59   | 143   | 0,412 | 4  |
| 4                | Simone Klaasse-Bos | 0  | 37   | 133   | 0,278 | 2  |
| Gesamt           | Gesamt             | –  | 221  | 468   | 0,472 | –  |

| Spiel            | Name            | MP | Pkt. | Aufn. | ED    | HS |
| ---------------- | --------------- | -- | ---- | ----- | ----- | -- |
| 1                | Maggy Bley      | 2  | 25   | 35    | 0,714 | 3  |
| 1                | Susanne Stengel | 0  | 12   | 35    | 0,342 | 2  |
| 2                | Gerrie Geelen   | 2  | 25   | 29    | 0,862 | 4  |
| 2                | Jennifer Shim   | 0  | 12   | 29    | 0,413 | 2  |
| 3                | Jennifer Shim   | 2  | 25   | 57    | 0,438 | 4  |
| 3                | Susanne Stengel | 0  | 19   | 57    | 0,333 | 2  |
| 4                | Gerrie Geelen   | 2  | 25   | 30    | 0,833 | 4  |
| 4                | Maggy Bley      | 0  | 15   | 30    | 0,500 | 3  |
| 5                | Maggy Bley      | 2  | 25   | 48    | 0,520 | 5  |
| 5                | Jennifer Shim   | 0  | 19   | 48    | 0,395 | 2  |
| 6                | Gerrie Geelen   | 2  | 25   | 23    | 1,086 | 4  |
| 6                | Susanne Stengel | 0  | 9    | 23    | 0,391 | 3  |
| Gruppenabschluss |                 |    |      |       |       |    |
| Platz            | Name            | MP | Pkt. | Aufn. | GD    | HS |
| 1                | Gerrie Geelen   | 6  | 75   | 82    | 0,914 | 4  |
| 2                | Maggy Bley      | 4  | 65   | 113   | 0,575 | 5  |
| 3                | Jennifer Shim   | 2  | 56   | 134   | 0,417 | 4  |
| 4                | Susanne Stengel | 0  | 40   | 115   | 0,347 | 3  |
| Gesamt           | Gesamt          | –  | 236  | 444   | 0,531 | –  |

Quellen:

## Endrunde
|  | Halbfinale        | Halbfinale | Halbfinale | Halbfinale | Halbfinale | Halbfinale |           |               | Finale | Finale | Finale | Finale | Finale | Finale |
|  |                   |            |            |            |            |            |           |               |        |        |        |        |        |        |
|  |                   | MP         | Pkt.       | Aufn.      | GD         | HS         |           |               |        |        |        |        |        |        |
|  |                   | MP         | Pkt.       | Aufn.      | GD         | HS         |           |               |        |        |        |        |        |        |
|  | Orie Hida         | 2          | 30         | 34         | 0,882      | 10         |           |               |        |        |        |        |        |        |
|  | Orie Hida         | 2          | 30         | 34         | 0,882      | 10         |           | MP            | Pkt.   | Aufn.  | GD     | HS     |        |        |
|  | Maggy Bley        | 0          | 11         | 34         | 0,323      | 3          |           | MP            | Pkt.   | Aufn.  | GD     | HS     |        |        |
|  | Maggy Bley        | 0          | 11         | 34         | 0,323      | 3          | Orie Hida | 2             | 30     | 34     | 0,882  | 6      |        |        |
|  |                   | MP         | Pkt.       | Aufn.      | GD         | HS         | Orie Hida | 2             | 30     | 34     | 0,882  | 6      |        |        |
|  |                   | MP         | Pkt.       | Aufn.      | GD         | HS         |           | Gerrie Geelen | 0      | 23     | 34     | 0,676  | 5      |        |
|  | Gerrie Geelen     | 2          | 30         | 61         | 0,491      | 6          |           | Gerrie Geelen | 0      | 23     | 34     | 0,676  | 5      |        |
|  | Gerrie Geelen     | 2          | 30         | 61         | 0,491      | 6          |           |               |        |        |        |        |        |        |
|  | Natascha al-Mamar | 0          | 26         | 61         | 0,426      | 3          |           |               |        |        |        |        |        |        |
|  | Natascha al-Mamar | 0          | 26         | 61         | 0,426      | 3          |           |               |        |        |        |        |        |        |

Quellen:

## Abschlusstabelle
| Legende | Legende                                       |
| --- | --------------------------------------------- |
| Abk. | Bedeutung                                     |
| Pkt. | erzielte Punkte                               |
| Aufn. | benötigte Aufnahmen                           |
| ED | Einzeldurchschnitt                            |
| GD | Generaldurchschnitt                           |
| VGD | Verhältnismässiger Generaldurchschnitt        |
| BMD | Bester Mannschaftsdurchschnitt                |
| BED | Bester Einzeldurchschnitt                     |
| BSD | Bester Satzdurchschnitt                       |
| BEVD | Bester Einzel Verhältnismässiger Durchschnitt |
| HS | Höchstserie                                   |
| MP | Match Points                                  |
| PP | Partie Punkte                                 |
| G-U-V | Gewonnen-Unentschieden-Verloren               |
| SV | Satzverhältnis                                |
| WRP | Weltranglistenpunkte                          |
| | 1. Platz (Gold)                               |
| | 2. Platz (Silber)                             |
| | 3. Platz (Bronze)                             |
| | Bester GD des Turniers/Runde                  |
| | Bester VGD des Turniers/Runde                 |
| | Bester ED des Turniers/Runde                  |
| | Bester BVGD des Turniers/Runde                |
| | Beste HS des Turniers/Runde                   |
| (Evtl. finden nicht alle Begriffe Anwendung oder einige sind nicht aufgeführt. Diese können in der Liste der Karambolage-Begriffe nachgesehen werden.) |                                               |

| Endklassement  | Endklassement | Endklassement      | Endklassement | Endklassement | Endklassement | Endklassement | Endklassement | Endklassement | Endklassement |
| Phase          | Platz         | Name               | MP            | Pkt.          | Aufn.         | GD            | BED           | HS            |               |
| -------------- | ------------- | ------------------ | ------------- | ------------- | ------------- | ------------- | ------------- | ------------- | ------------- |
| Finale         | 1             | Orie Hida          | 10:0          | 135           | 125           | 1,080         | 1,785         | 10            |               |
| Finale         | 2             | Gerrie Geelen      | 8:2           | 128           | 177           | 0,723         | 1,086         | 6             |               |
| Halb- finale   | 3             | Maggy Bley         | 4:4           | 76            | 147           | 0,517         | 0,714         | 5             |               |
| Halb- finale   | 3             | Natascha al-Mamar  | 4:4           | 76            | 196           | 0,387         | 0,431         | 4             |               |
| Gruppen- phase | 5             | Jennifer Shim      | 2:4           | 56            | 134           | 0,417         | 0,438         | 4             |               |
| Gruppen- phase | 6             | Gülşen Degener     | 2:4           | 59            | 143           | 0,412         | 0,409         | 4             |               |
| Gruppen- phase | 7             | Susanne Stengel    | 0:6           | 40            | 115           | 0,347         | –             | 3             |               |
| Gruppen- phase | 8             | Simone Klaasse-Bos | 0:6           | 37            | 133           | 0,278         | –             | 4             |               |